# Manuel José Hernández
Manuel José Hernández Porozo (n. Guayaquil, Ecuador; 18 de diciembre de 1996) es un futbolista ecuatoriano. Juega como defensa y su equipo actual es Técnico Universitario de la Serie A de Ecuador.

## Trayectoria
Se inició como futbolista en las categorías formativas de la Academia Deportiva Alfaro Moreno.
A mediados de 2013 sus derechos deportivos fueron adquiridos por el Club Sport Norte América, donde realizó las formativas jugando en las categorías sub-17 y sub-25 de la Segunda Categoría del Guayas, torneo de tercera división de Ecuador, logrando marcar dos goles en 21 partidos jugados. A mediados de 2014 fue cedido a préstamo al Deportivo Azogues que jugaba en la Serie B y donde logró debutar el 14 de junio del mismo año. Después pasó por los clubes Universidad Católica y América de Quito, club con el que consigue el ascenso a la serie de privilegio del fútbol ecuatoriano para la temporada 2019, pero como consecuencia de malos resultados, su equipo descendió nuevamente a la Serie B.
El 30 de noviembre de 2019 es contratado por Emelec como nuevo refuerzo para el 2020, obteniendo un contrato por cuatro temporadas, en donde el conjunto eléctrico adquirió el 100% de los derechos federativos y el 75% de los derechos económicos del América de Quito, quedándose con el otro 25% el equipo cebollita. Para la temporada 2020 sufre una lesión de fisura en el maxilar derecho debido a que sufrió un golpe en un entrenamiento.
En agosto de 2023 fue cedido por el club dueño de sus derechos deportivos, el Club Deportivo Macará de Ambato, por una temporada con opción de compra al F. C. Oleksandria de la Liga Premier de Ucrania.

## Estadísticas

### Clubes
Actualizado al último partido disputado el 12 de julio de 2025.
| Club                            | Div.          | Temporada     | Liga  | Liga  | Copas nacionales | Copas nacionales | Copas internacionales | Copas internacionales | Total | Total | Total  |
| Club                            | Div.          | Temporada     | Part. | Goles | Part.            | Goles            | Part.                 | Goles                 | Part. | Goles | Asist. |
| ------------------------------- | ------------- | ------------- | ----- | ----- | ---------------- | ---------------- | --------------------- | --------------------- | ----- | ----- | ------ |
| C. S. Norte América · Ecuador   | 3.ª           | 2013          | 9     | 0     | —                | —                | —                     | —                     | 9     | 0     | 0      |
| C. S. Norte América · Ecuador   | 3.ª           | 2014          | 4     | 1     | —                | —                | —                     | —                     | 4     | 1     | 0      |
| C. S. Norte América · Ecuador   | Total club    | Total club    | 13    | 1     | 0                | 0                | 0                     | 0                     | 13    | 1     | 0      |
| Deportivo Azogues · Ecuador     | 2.ª           | 2014          | 1     | 0     | —                | —                | —                     | —                     | 1     | 0     | 0      |
| Deportivo Azogues · Ecuador     | Total club    | Total club    | 1     | 0     | 0                | 0                | 0                     | 0                     | 1     | 0     | 0      |
| Universidad Católica · Ecuador  | 1.ª           | 2015          | 8     | 0     | —                | —                | —                     | —                     | 8     | 0     | 0      |
| Universidad Católica · Ecuador  | Total club    | Total club    | 8     | 0     | 0                | 0                | 0                     | 0                     | 8     | 0     | 0      |
| América de Quito · Ecuador      | 3.ª           | 2016          | 32    | 1     | —                | —                | —                     | —                     | 32    | 1     | 0      |
| América de Quito · Ecuador      | 2.ª           | 2017          | 42    | 0     | —                | —                | —                     | —                     | 42    | 0     | 0      |
| América de Quito · Ecuador      | 2.ª           | 2018          | 36    | 0     | —                | —                | —                     | —                     | 36    | 0     | 0      |
| América de Quito · Ecuador      | 1.ª           | 2019          | 27    | 0     | 2                | 0                | —                     | —                     | 29    | 0     | 1      |
| América de Quito · Ecuador      | Total club    | Total club    | 137   | 1     | 2                | 0                | 0                     | 0                     | 139   | 1     | 1      |
| C. S. Emelec · Ecuador          | 1.ª           | 2020          | 13    | 0     | 0                | 0                | 2                     | 0                     | 15    | 0     | 1      |
| C. S. Emelec · Ecuador          | Total club    | Total club    | 13    | 0     | 0                | 0                | 2                     | 0                     | 15    | 0     | 1      |
| Delfín S. C. · Ecuador          | 1.ª           | 2021          | 27    | 1     | 2                | 0                | —                     | —                     | 29    | 1     | 4      |
| Delfín S. C. · Ecuador          | Total club    | Total club    | 27    | 1     | 2                | 0                | 0                     | 0                     | 29    | 1     | 4      |
| C. D. Macará · Ecuador          | 1.ª           | 2022          | 28    | 0     | 1                | 0                | —                     | —                     | 29    | 0     | 4      |
| C. D. Macará · Ecuador          | Total club    | Total club    | 28    | 0     | 1                | 0                | 0                     | 0                     | 29    | 0     | 4      |
| Gualaceo S. C. · Ecuador        | 1.ª           | 2023          | 14    | 0     | 0                | 0                | —                     | —                     | 14    | 0     | 0      |
| Gualaceo S. C. · Ecuador        | Total club    | Total club    | 14    | 0     | 0                | 0                | 0                     | 0                     | 14    | 0     | 0      |
| F. C. Oleksandria · Ucrania     | 1.ª           | 2023-24       | 5     | 0     | 0                | 0                | —                     | —                     | 5     | 0     | 0      |
| F. C. Oleksandria · Ucrania     | Total club    | Total club    | 5     | 0     | 0                | 0                | 0                     | 0                     | 5     | 0     | 0      |
| Libertad F. C. · Ecuador        | 1.ª           | 2024          | 13    | 0     | 0                | 0                | —                     | —                     | 13    | 0     | 0      |
| Libertad F. C. · Ecuador        | Total club    | Total club    | 13    | 0     | 0                | 0                | 0                     | 0                     | 13    | 0     | 0      |
| Técnico Universitario · Ecuador | 1.ª           | 2024          | 14    | 0     | 3                | 0                | —                     | —                     | 17    | 0     | 1      |
| Técnico Universitario · Ecuador | 1.ª           | 2025          | 19    | 1     | 0                | 0                | —                     | —                     | 19    | 1     | 0      |
| Técnico Universitario · Ecuador | Total club    | Total club    | 33    | 1     | 3                | 0                | 0                     | 0                     | 36    | 1     | 1      |
| Total carrera                   | Total carrera | Total carrera | 292   | 4     | 8                | 0                | 2                     | 0                     | 302   | 4     | 11     |
| 1. 2.                           |               |               |       |       |                  |                  |                       |                       |       |       |        |

## Palmarés

### Campeonatos nacionales
| Título                       | Club             | País    | Año  |
| ---------------------------- | ---------------- | ------- | ---- |
| Segunda Categoría de Ecuador | América de Quito | Ecuador | 2016 |